# آلپ (اسپانیا)
آلپ (به اسپانیایی: Alp) یک شهرستان در اسپانیا است که در Cerdanya واقع شده‌است.

## خصوصیات
آلپ ۴۴٫۲۵ کیلومترمربع مساحت و ۱٬۷۴۵ نفر جمعیت دارد و ۱٬۱۵۸ متر بالاتر از سطح دریا واقع شده‌است.